# Amylopektin

Ausschnitt aus einem Amylopektinpolymer (Sessel-Schreibweise)

Amylopektin ist der Hauptbestandteil (70–80 %) der natürlichen pflanzlichen Stärke, z. B. der Kartoffel-, Weizen- oder Maisstärke. Den zweiten Hauptanteil der Stärke bildet mit 20–30 % das Polysaccharid Amylose.
Das Polysaccharid Amylopektin ist ein Biopolymer mit einer hohen molaren Masse von 10.000.000 bis 200.000.000 g·mol−1. Die D-Glucose-Monomere sind dabei α-1,4-glycosidisch miteinander verbunden. Etwa alle 15–30 Monomere ist eine Seitenkette α-1,6-glycosidisch verknüpft, wodurch eine baumartige Verzweigung entsteht. Diese Seitenketten können kurz (mit 12 bis 20 Glucoseeinheiten), lang (30–45 Einheiten) und sehr lang mit durchschnittlich 60 Glucoseeinheiten sein.
Aufgrund dieses Unterschiedes in der Struktur bildet Amylopektin auf molekularer Ebene Knäuel- bzw. verzweigte Strukturen aus; die Verzweigungspunkte liegen hauptsächlich am C6-Atom.
Amylose mit ca. 100–200fach geringerer Molekülgröße formt hingegen überwiegend lineare Ketten.
Bei der Iodprobe mit Iod-Kaliumiodid-Lösung (Lugolsche Lösung) ergibt sich eine Färbung von rötlich (bei Wachsmais) bis violett (bei Kartoffeln).